# Острова и капитаны
«Острова и капитаны» — роман в трёх книгах Владислава Крапивина, написанный в 1984—1986 годах. Наиболее объемное произведение писателя. Опубликован частями в 1987, 1988 и 1989 годах, полностью был издан в двух томах в 1989—1990 годах. Состоит из повестей «Хронометр», «Граната» и романа «Наследники». 

## Содержание
Художественно-историческая трилогия включает несколько сюжетных линий. В первой части действие  разворачивается в конце 1940-х годов, мальчик Толик знакомится с человеком по фамилии Курганов, который пишет книгу о кругосветной экспедиции Ивана Крузенштерна. Во второй повести события происходят в Севастополе спустя двадцать лет, а действие третьей книги отнесено к 1980-м годам, в ней рассказывается о жизни подростка Егора по прозвищу Кошак, который занимает высокое место в «полууголовной компании». Сквозными мотивами трилогии являются утраченная рукопись о малоизвестном эпизоде кругосветного плавания — трагической судьбе лейтенанта Головачева; морской хронометр, оставленный Толику Кургановым; влияющая на судьбы героев граната, от которой во время Крымской войны спасает детей ценой собственной жизни капитан-лейтенант Алабышев.

## Критика
Как полагала кандидат филологических наук А. Синицкая, автор использовал шаблонные схемы беллетристики и объединил в рамках мелодраматического сюжета «таинственные нити судьбы», связывающие «в единое целое жизни нескольких поколений, поиски старинных документов и артефактов, узнавание, тайну рождения и обретение родителей»; незаметные случайные события влекут существенные последствия. Синицкая полагала, что роман-трилогия скорее является «сериалом», поскольку сюжетные линии нуждаются в «сериальной длительности». Как и в сериалах, в романе связаны истории нескольких семей, герои «отражаются» в будущем и прошлом, различные ситуации соединяются в «сложный сюжетный узел», а эпизоды могут заменять друг друга, хотя в смысловом плане самодостаточны. Синицкая считала такую схему достаточно распространенной, хотя и редко встречающейся в советской детской литературе. Исследователь отмечала «авантюрность» сюжета, что связано с попыткой привнести жанр пасхального рассказа (Синицкая отмечала, что речь не идет о семейной саге в форме романа или об истории одного героя, как в случае Шерлока Холмса) в общую мелодраматическую схему. Этот мелодраматизм, по мнению Синицкой, связывается с романтизацией прошлого, которое включает как литературный (А. Грин), так и «реальный» (Октябрьская революция и Великая Отечественная война) аспекты; во втором случае прошлое героизируется, хотя, как отмечала Синицкая, «герой-жертва-мученик» (гайдаровский мотив) оказывается в негероических обстоятельствах. По оценке исследователя, в романе находит своё кульминационное выражение традиционный для Крапивина  мотив «поверки смертью»: в центре сюжетных коллизий и судеб героев находятся две смерти, самоубийство Головачёва и гибель Алабышева. 
По мнению кандидата филологических наук Н. Богатырёвой, в трилогии рассмотрены истоки разрушения отношений в семье, причины того, почему у изначально хороших детей появляется «съёженная душа звереныша», как у Егора, который издевается над слабыми. Богатырёва полагает, что автор видит причины в насилии по отношению к детям: отец систематически порет Егора, а мать оказывается соучастницей, поскольку этому не противится. По мнению публициста Е. Савина, главная идея романа — «всеобщая взаимосвязь всех вещей и явлений», содержание взаимосвязей составляют отношения между людьми; о причинах и следствиях всё время говорят и сами герои. Савин полагал, что роман обнаруживает структурное сходство с индийскими фильмами и латиноамериканскими сериалами (приемный сын, встреча со вновь обретёнными родственниками и т. д.). По мнению Савина, выстроенная автором схема повествования была в дальнейшем использована в цикле о Великом Кристалле.